# 本朝文粹
《本朝文粹》（日语：ほんちょうもんずい）為藤原明衡（989年 - 1066年）編纂，收錄日本平安時代秀逸漢詩文的選集。凡14卷、39類、427篇。

## 概要
本書成立年代，推測可能是明衡擔任文章博士、東宮博士等要職的晚歲康平（1058年 - 1065年）年間，由本書編纂中收錄不少公文而得知。
書名取自姚鉉《唐文粹》，門目分類則一準《文選》之體，但是也收錄日本特有的佛教願文、文章、和歌，可以看出反映日本社會情勢的需要。同時也是日本最早的四六駢儷文範文選集，故其中有不少公文書作為故實典例的參考。江戶時代以降，駢文式微，本書遂不為世重，但仍是瞭解平安時代思潮與文學意識的貴重史料，

## 版本
刊本
- 黑板勝美 編　新訂増補國史大系第29卷下 （與《本朝續文粹》合刊）

（吉川弘文館、1999年） ISBN 4-642-00332-0
（吉川弘文館、2007年OD版） ISBN 978-4-642-04031-0
注釋
- 小島憲之 校注《懷風藻 文華秀麗集 本朝文粋》（岩波書店日本古典文學大系69、1964年）
- 柿村重松《本朝文粹註釋》上、下（冨山房、1982年） ISBN 4-572-00751-9
- 大曾根章介、金原理、後藤昭雄 校注《本朝文粹》（岩波書店新日本古典文学大系27、1992年） ISBN 4-00-240027-1

## 關連研究書籍
- 大曾根章介《王朝漢文学論攷 《本朝文粹》の研究》（岩波書店、1994年） ISBN 4-00-000253-8
- 土井洋一・中尾真樹 編《本朝文粋の研究 校本篇・漢字索引篇 （页面存档备份，存于）》全三冊（勉誠出版、1999年） ISBN 4-585-10042-3
- 後藤昭雄《本朝文粹抄》（勉誠出版、2006年） ISBN 4-585-05367-0
- 後藤昭雄《本朝文粹抄二》（勉誠出版、2009年） ISBN 978-4-585-05407-8

## 關連項目
- 本朝續文粹

## 外部連結
- 柿村重松《本朝文粹註釋》上[永久]、下[永久]　日本國立國會圖書館‧近代デジタルライブラリー
- 《本朝文粹》 （页面存档备份，存于）